# Per Erik Wahlund
Per Erik Wahlund, född 24 juli 1923 i Stockholm, död 30 januari 2009 i Uppsala, var en svensk författare, översättare, litteratur- och teaterkritiker och teaterchef. 

## Biografi
Efter studentexamen 1941 blev Wahlund fil. kand. i nordiska språk vid Uppsala universitet 1945. Han kom senare att återuppta sina akademiska studier, och blev 1965 fil. lic. i litteraturvetenskap. År 1971 utsågs han till hedersdoktor vid Uppsala universitet.
År 1944–48 var han kritiker i Upsala Nya Tidning, och efter en kortare period vid Expressen skrev han 1950–69 samt 1971–87 litteratur- och teaterkritik för Svenska Dagbladet. Han innehade även flera uppdrag inom förlagsbranschen, bland annat som chef för Lindahls förlag i Uppsala och som litterär rådgivare åt Natur & Kultur. Åren 1969–71 var han chef för Radioteatern, där han även var verksam som regissör. Som regissör gjorde han även gästspel vid Uppsala Stadsteater och Svenska Teatern i Helsingfors.
Som författare debuterade Wahlund redan som tonåring med berättelsen Kurs på Jamaica: en skolpojkes historia (1938). Därefter kom han att ägna sig åt lyrik och utgav från 1942 flera diktsamlingar, av vilka Luftspegling (1952), inspirerad av japansk poesi, blev den mest framgångsrika. Han framstod som en poetisk traditionalist, och skrev genomgående på bundna versmått. Från 1960-talet kom Wahlund att övergå till essäistiken, där han bland annat behandlade matlagning.
Wahlund översatte framför allt från engelska och tyska, men även från japanska (dock ofta efter engelsk och tysk förlaga). Han översatte flera klassiska prosaverk, däribland Jonathan Swifts Gullivers resor och Herman Melvilles Moby Dick, pjäser av Georg Büchner och Bertolt Brecht, samt lyrik och essäistik. Ett specialintresse hos Wahlund var japansk poesi, och han kom genom utgivningen av ett flertal antologier med japansk lyrik att fungera som en av dess främsta introduktörer på svenska.

### Privatliv
Per Erik Wahlund var son till kammarrättsrådet Per Fredrik Wahlund och Signe, född Stenholm. Han var från 1948 gift med Ulla-Britt, född Wahlberg (1925–2008), och fick tillsammans med henne tre söner. Makarna ligger begravda på Uppsala gamla kyrkogård.

### Medverkande
- Finlandssvensk lyrik från Edith Södergran till nu, red. (Stockholm: Norstedt, 1947)
- Anne Charlotte Leffler, Ur livet, red. (Stockholm: Bonnier, 1950)
- Reinhold Gustaf Modée, Fru Rangsiuk, red. (Uppsala: Geber, 1961)
- E.T.A. Hoffmann, Don Juan och andra berättelser, red.; övers. Bengt Anderberg (Stockholm: Natur & Kultur, 1961)
- Publius Ovidius Naso, Metamorfoser, red.; övers. Erik Bökman (Stockholm: Natur & Kultur, 1961)
- En gammal svensk kokbok från år 1650, red. (Stockholm: Fabel, 1962)
- Johan Fischerström, En resa från Stockholm genom Mälaren år 1782, red. (Stockholm: Natur & Kultur, 1962)
- P.G. Ahnfelt, Studentminnen, red. (Stockholm: Natur & Kultur, 1963)
- Emanuel Swedenborg, Drömboken: journalanteckningar 1743–1744, red. (Stockholm: Wahlström & Widstrand, 1964)
- Christofer Larsson Grubbe, Osed och ordsed, red. (Stockholm: Natur & Kultur, 1968)

### Översättningar (urval)
- Arthur Schnitzler, Spel i gryningen (Spiel im Morgengrauen) (Stockholm: Tiden, 1949)
- Truman Capote, Andra röster, andra rum (Other Voices, Other Rooms) (Stockholm: Bonnier, 1949)
- Orolig natt och andra tyska efterkrigsnoveller, red. Kurt Juster (Stockholm: Bonnier, 1951)
- Virginia Woolf, Det lutande tornet: tre essayer (Stockholm: Wahlström & Widstrand, 1952)
- Körsbärsträdet: japansk lyrik från Heian-perioden 794–1185 (Stockholm: Wahlström & Widstrand, 1954)
- Heinrich Böll, Lidande Eros (Und sagte kein einziges Wort) (Stockholm: Norstedt, 1954)
- Po Chü-yi, Min vän Po: tio dikter (Uppsala: Appelbergs boktryckeri, 1955)
- Jonathan Swift, Resor till flera avlägset belägna länder i världen (Stockholm: Tiden, 1955)
- Heinrich Böll, Ungdomens bröd (Das Brot der frühen Jahre) (Stockholm: Norstedt, 1957)
- Yasunari Kawabata, Snöns rike (Yukiguni), övers. fr. engelskan (Stockholm: Bonnier, 1957)
- T.S. Eliot, Om poesi: essayer (On Poetry and Poets) (Stockholm: Bonnier, 1958)
- Yukio Mishima, Fru Aoi (Aoi no Ue), övers. fr. engelskan (Stockholm: Radioteatern, 1959)
- Heinrich Böll, Doktur Murkes samlade tystnad och andra satirer (Doktor Murkes gesammeltes Schweigen) (Stockholm: Bonnier, 1960)
- Körsbärsblom: hundra japanska kortdikter, ill. Folke Karlsson (Stockholm: FIB:s Lyrikklubb, 1961)
- Hugo von Hofmannsthal, Den vita solfjädern (Der weisse Fächer) (Stockholm: Natur & Kultur, 1961)
- Georg Büchner, Dantons död (Dantons Tod) (Stockholm: Natur & Kultur, 1963)
- Yukio Mishima, Fem moderna No-spel, övers. fr. engelskan (Stockholm: Bonnier, 1963)
- Japansk poesi: 125 kortdikter, övers. och red. (Stockholm: Wahlström & Widstrand, 1964)
  - Japansk poesi: 150 kortdikter i svensk tolkning, övers. och red., 2:a utökade uppl. (Stockholm: Wahlström & Widstrand, 1968)
- John Gay, Tiggarens opera (The Beggar's Opera) (Stockholm: Natur & Kultur, 1964)
- Arthur Schnitzler, Anatol och andra enaktare, övers. och red. (Stockholm: Forum, 1965)
- Ludvig Holberg, Tre komedier: Den politiske kanngjutaren; Jeppe på berget; Erasmus Montanus, övers. och red. (Stockholm: Forum, 1966)
- Günter Grass, Plebejerna repeterar upproret: ett tyskt sorgespel (Stockholm: Bonnier, 1967)
- Bertolt Brecht, Den heliga Johanna från slakthusen (Die Heilige Johanna der Schlachthöfe) (Stockholm: Stockholms stadsteater, 1969)
- Bertolt Brecht, Baal, bearb. Hans Polster (Göteborg: Folkteatern, 1970)
- Georg Büchner, Woyzeck, träsnitt Torsten Billman (Stockholm: Sällskapet Bokvännerna, 1970)
- Kobayashi Issa, Livstecken: nittio dikter av haiku-mästaren Issa i svensk omdiktning (Molkom: Promenad, 1981)
- Wolfgang Schivelbusch, Paradiset, smaken och förnuftet: njutningsmedlens historia (Das Paradies, der Geschmack und die Vernunft) (Stockholm: Alba, 1982)
- Daniel Defoe, Pestens år (A Journal of the Plague Year) (Stockholm: Norstedt, 1983)
- Thomas Middleton och William Rowley, De förbytta (The Changeling) (Stockholm: Bonnier, 1983)
- Fumiko Enchi, Kvinnomasker [Onna-men], övers. fr. engelskan (Stockholm: Alba, 1984)
- Melontjuven: tolv japanska mellanspel transplanterade från japansk scen till svensk, övers. och red. (Stockholm: Bonnier, 1985)
- John Fowles, Ett maskspel (A Maggot) (Stockholm: Bonnier, 1987)
- Sången från Ogura: den japanska lyrikantologin Ogura hyakunin isshu: en dikt vardera av hundra poeter, övers. tillsammans med Shōzō Matsushita, ill. Hiroko Kimura (Stockholm: Alba, 1988)
- Marlen Haushofer, Väggen (Die Wand) (Stockholm: Alba, 1988)
- Kenzaburō Ōe, Tid för fotboll (Man'en gannen no futtobōru) (Stockholm: Bonnier, 1989)
- Yukio Mishima, Markisinnan de Sade: skådespel i tre akter (Sado kôshaku fujin), övers. tillsammans med Gunilla Lindberg-Wada (Stockholm: Schultz, 1989)
- I.F. Stone, Rättegången mot Sokrates (The Trial of Socrates) (Stockholm: Norstedt, 1991)
- Oscar Wilde, Komedier (Lund: Studentlitteratur, 1992)
- Herman Melville, Moby Dick eller Valen (Moby-Dick; or, The Whale) (Lund: Studentlitteratur, 1994)
- Marcus Valerius Martialis, Insikter och smädelser, 2 vol. (Eslöv: Symposion, 1999–2002)

## Teater

### Regi
| År   | Produktion               | Teater                       |
| 1972 | Anatol Arthur Schnitzler | Svenska teatern, Helsingfors |

## Priser och utmärkelser
- 1954 – Boklotteriets stipendiat
- 1957 – Boklotteriets stipendiat
- 1971 – Elsa Thulins översättarpris
- 1971 – Hedersdoktor vid Uppsala universitet
- 1972 – Gustaf Frödings stipendium
- 1981 – De Nios Vinterpris
- 1981 – Gunvor Anérs litteraturpris
- 1990 – Lotten von Kraemers pris
- 1996 – Letterstedtska priset för översättningen av Herman Melvilles Moby Dick